# Al Khānkah
Al Khānkah är en ort i Egypten.   Den ligger i guvernementet Al-Qalyubiyya, i den norra delen av landet, 20 km nordost om huvudstaden Kairo. Al Khānkah ligger 19 meter över havet och antalet invånare är 62 434.
Terrängen runt Al Khānkah är platt. Runt Al Khānkah är det tätbefolkat, med 709 invånare per kvadratkilometer. Närmaste större samhälle är Kairo, 19,9 km sydväst om Al Khānkah. Runt Al Khānkah är det i huvudsak tätbebyggt.